# Le Jugement de Pâris (Boucher)
Pour les articles homonymes, voir Le Jugement de Pâris.
Le Jugement de Pâris est un tableau réalisé par le peintre François Boucher vers 1763. Cette huile sur toile est une peinture mythologique qui représente le jugement de Pâris en figurant les trois déesses nues et Pâris assis à leurs pieds dans le coin inférieur gauche de la composition. L'œuvre est conservée au musée des Beaux-Arts de Mulhouse, à Mulhouse, dans le Haut-Rhin.